# Tachina garretti
Tachina garretti är en tvåvingeart som beskrevs av Arnaud 1994. Tachina garretti ingår i släktet Tachina och familjen parasitflugor. Inga underarter finns listade i Catalogue of Life.